# A második nem
A második nem Simone de Beauvoir francia egzisztencialista írónő, filozófus 1949-ben megjelent kétkötetes műve, amely Magyarországon csak részben jelent meg. A könyvet a Vatikán a tiltott könyvek listáján szerepeltette. A feminista filozófia számos alapfogalmát elsőként definiálja, és megalapozója a később létrejött társadalmi nemek tudományának. A feminizmus második hullámának kezdetét többnyire a mű megjelenésének időpontjára datálják.

## Bevezető
A könyv bevezetője filozófiai eszmefuttatás a nemek különbségéről, melyben Beauvoir kifejti, hogy a "…nőt a férfihoz viszonyítva szokás meghatározni és jellemezni (…), ő a lényeges, a nő a lényegtelen. A férfi a Szubjektum és az Abszolútum, a nő a Másik."

## Első kötet
Az első könyvben Beauvoir igyekszik a humán tudományok eredményeit összegyűjteni, majd kritizálni, melyet egyfelől tudományos objektivitással, másfelől szubjektív, belső tapasztalatokon átszűrve tesz meg. Tagadja a biológiai determinációt, ugyanakkor részletesen elemzi a női test (menstruáció, terhesség, szülés stb.) sajátos helyzetét, mely szükségszerűvé teszi a szabadság egzisztencialista átértelmezését. Számos freudista mítoszt oszlat el a pszichoanalízissel foglalkozó fejezetben, a történelmi materializmus szempontjainál pedig erőteljesen kritizálja a férfiközpontú történeti megközelítéseket, különösen Engels A család, állam, magántulajdon c. művét.

## Második kötet
A második könyv a megélt tapasztalatokat veszi sorra, a nők nevelését, élethelyzeteit tárgyalja, mondanivalója legjobban az első sorokkal, a méltán híressé vált szállóigével foglalható össze: "Az ember nem születik nőnek, hanem azzá válik." Fejezetről fejezetre mutatja be, milyen technikákkal állítódik elő (ezzel megelőlegezve Foucault-t) a nőies nő a gyermekkortól a leánykoron át az első szexuális aktusig. A nő helyzete c. fejezetben a férjes asszonyról, az anyaságról, a nő társadalmi életéről, a prostitúcióról, az öregkorról, majd a nő helyzetének általános jellemzéséről olvashatunk. Ezzel kapcsolatosan írja: "Éppoly képtelenség tehát a ’nőről’ általánosságban beszélni, mint az ’örök férfit’ boncolgatni. És azt is megértjük, miért hiábavaló minden összehasonlítás, mellyel igyekeznek eldönteni, vajon a nő felsőbbrendű-e vagy alsóbbrendű-e a férfinál, esetleg egyenrangú vele: helyzetük alapvetően különbözik." Végül az emancipált nőnek szentel egy részt, melyben a felszabadult, új nő körüli előítéleteket igyekszik eloszlatni, illetve a női tehetségeket, képességeket veszi számba illusztris példákkal.

## Összefoglaló
Az összefoglalóban elveti a két nem harcáról szóló téziseket az egzisztencialista morál nevében, amely a kölcsönös elismerést, nagylelkűséget, a különbözőségek elfogadását jelenti. Így ír: "Embernek lenni végtelenül fontosabb, mint azok a sajátosságok, melyek az embereket egymástól megkülönböztetik; sohasem az adott tények határozzák meg a felsőbbrendűséget; hogy a ’virtus’-t (…) hogyan definiáljuk, ’az tőlünk függ’. Mindkét nemben lejátszódik a test és a lélek, a végesség és a transzcendencia egyugyanazon drámája; mindkettőt nyűvi az idő, leselkedik rá a halál, mindkettőjüknek lényegesen szükségük van egymásra; a szabadságukból mindketten ugyanazt a dicsőséget meríthetik; és ha ezt élvezni tudnák, ellen tudnának állni a kísértésnek, hogy vitatkozzanak csalárd privilégiumokról; és a testvériség szelleme támadna fel közöttük."

## Magyarul
- A második nem; ford. Görög Lívia, Somló Vera, jegyz. Tordai Zádor; Gondolat, Bp., 1969